# Josh Campbell

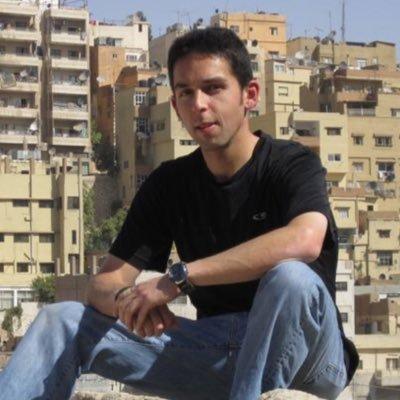
Josh Campbell – CNN

Josh Campbell (31 augustus 1983) is een Amerikaanse journalist en nationale veiligheidsanalist voor CNN.
Hij doceert voorts nationale veiligheid aan de University of Southern California.

## Afkomst en opleiding
Campbell groeide op in Texas en behaalde een bachelorgraad in staatsrecht de University of Texas in  Austin. Hij behaalde een mastergraad aan de Johns Hopkins University in Baltimore (Maryland) en voltooide een intensief programma voor de Arabische taal van het Middlebury College in Vermont. 
Campbell is lid van de denktank Council on Foreign Relations en officier in de United States Navy Reserve.

## Carrière
Eerder diende hij als toezichthoudend "speciaal agent" bij de FBI op het terrein van nationale veiligheid en strafrechtelijk onderzoek. Zijn taken omvatten: acteren in antwoord op internationale terroristische aanslagen en kidnappings, overzeese patrouilles, embedded bij de CIA, de Special Operations Command, en het Department of State en crisis communicatie-manager voor geavanceerd cyber-onderzoek. Ten slotte werd hij benoemd tot "special agent" van de voormalige FBI-directeur James Comey.

#### CNN
Voor CNN deed hij verslag en/of analyse van belangrijke nieuwsgebeurtenissen betreffende nationale veiligheid, evenals analyses van ontwikkelingen in het voortgaande onderzoek van de speciale aanklager naar vermeende banden in 2016 tussen de Trumpcampagne en de Russische regering.
In aanvulling op optredens voor de camera levert hij regelmatig bijdragen aan de website CNN.com'. Ook wordt hij opgevoerd in diverse publicaties in The New York Times, The Washington Post en USA Today.
.

#### Trump-kritiek
Op 2 februari 2018 publiceerde Campbell een opiniestuk in The New York Times, getiteld "Waarom ik de FBI verlaat", waarin hij zijn kritiek samenvat op actuele aanvallen door Donald Trump en de Republikeinen op de FBI en de Inlichtingencommissie van het Huis van Afgevaardigden.
Hij is een volhardend criticus van de pogingen om het onderzoek van speciale aanklager Robert Mueller te ondermijnen en verdedigde het Department of Justice tegen politiek getinte aanvallen.
Uitgever Algonquin Books maakte bekend dat het de rechten had verworven van een boek, waaraan Campbell werkt. Het wordt geschreven vanuit het perspectief van een FBI-insider die getuige is van de agressieve campagne van de Trump-entourage jegens de "belegerde" instantie.